# 10176 Gaiavettori
10176 Gaiavettori è un asteroide della fascia principale. Scoperto nel 1996, presenta un'orbita caratterizzata da un semiasse maggiore pari a 2,2174415 UA e da un'eccentricità di 0,2073688, inclinata di 5,67492° rispetto all'eclittica.
L'asteroide è dedicato a Gaia Vettori, figlia di Vincenzo Vettori, astronomo amatoriale italiano.